# Aleksandra Smiljanić
Aleksandra Smiljanić, cyr. Александра Смиљанић (ur. 12 czerwca 1970 w Belgradzie) – serbska inżynier, nauczycielka akademicka i polityk, w latach 2007–2008 minister telekomunikacji i technologii informacyjnych.

## Życiorys
Z wykształcenia inżynier, ukończyła studia na wydziale elektrotechniki Uniwersytetu w Belgradzie. Kształciła się następnie na Uniwersytecie Princeton, na którym uzyskiwała magisterium (1996) i doktorat (1999). W latach 1999–2004 pracowała w laboratorium badawczym przedsiębiorstwa AT&T. Została nauczycielką akademicką na macierzystym wydziale belgradzkiej uczelni. Wykładała też m.in. na Stony Brook University. W pracy badawczej zajęła się sieciami komunikacyjnymi, architekturą sieci i algorytmami routingu. Autorka kilku patentów, a także licznych artykułów naukowych. Została redaktorką periodyków „OSA Journal on Optical Networking” (2003) i „IEEE Communication Letters” (2005).
W maju 2007 powołana na ministra telekomunikacji i technologii informacyjnych w drugim rządzie Vojislava Koštunicy. Na stanowisko to rekomendowała ją Partia Demokratyczna. Urząd ten sprawowała do końca funkcjonowania gabinetu w lipcu 2008.
Kontynuowała działalność naukową, uzyskując pełną profesurę na macierzystym uniwersytecie.